# Dicinodonts
Els dicinodonts (Dicynodontia) són un tàxon de teràpsids o «rèptils mamiferoides». Els dicinodonts eren des d'animals petits a grans herbívors amb dos ullals, fet del qual prové el seu nom, que significa ‘gos de dues dents’. També van ésser el segon grup més reeixit i divers dels teràpsids, amb més de 70 gèneres coneguts, després dels mamífers.

## Característiques
El crani dels dicinodonts era altament especialitzat, lleuger però fort, amb l'obertura temporal força eixamplada, per donar lloc als potents músculs de la mandíbula.
El front i la mandíbula inferior eren normalment estrets i excepte als més primitius, no hi havia dents. En comptes de dents, la punta de la boca era equipada amb un bec molt esmolat, com a les tortugues i els ceratòpsids. El menjar era processat mitjançant la retracció de la mandíbula inferior quan la boca era tancada, produint un efecte tisores (Crompton i Hotton 1967), el qual hauria permès als dicinodonts tallar el material vegetal més dur.
Molts gèneres també tenien un parell d'ullals, el que podria ser un exemple de dimorfisme sexual (Colbert 1969 p.137)
El cos era curt, fort i amb forma de barril, amb forts membres. En molts gèneres (com el dinodontosaure), les potes del darrere eren erectes, però les del darrere es doblegaven als colzes. La cua era curta.

## Història evolutiva
Els dicinodonts aparegueren durant el Permià mitjà i van conèixer una ràpida radiació evolutiva, esdevenint els vertebrats terrestres més reeixits i abundosos al Permià superior. Durant aquell temps incloïen una gran varietat d'ecotips, incloent-hi els herbívors grans, mitjans i petits amb potes curtes.
Només dues famílies van sobreviure a l'extinció del Permià-Triàsic, un dels quals, els listrosàurids, foren els herbívors més comuns i estesos durant l'Indià (Triàsic inferior). Aquells animals mitjans van evolucionar i foren reemplaçats pels kannemeyèrids, grassonets i de la mida d'un porc, els quals també serien els herbívors més abundosos i estesos des de l'Oleniokià fins al Ladinià. Al Carnià van ésser suplantats pels cinodonts traversodòntids i pels rincosaures. Durant el Norià, quan, -potser per l'aridesa que incrementava any rere any- van declinar dràsticament, i el paper de grans herbívors va ésser ocupat pels dinosaures sauropodomorfs.
Amb el declivi i l'extinció dels kannemeyèrids, no hi hagué més grans sinàpsids herbívors fins al Paleocè.
Fins ara se solia pensar que els dicinodonts s'extingiren completament abans de la fi del Triàsic, tot i que, recentment, han aparegut proves que els dicinodonts haurien sobreviscut fins al Cretaci al sud de Gondwana, ara Queensland (Thulborn i Turnmer, 2003). Si això fos cert, sería un sorprenent cas de tàxon Llàtzer.

## Taxonomia

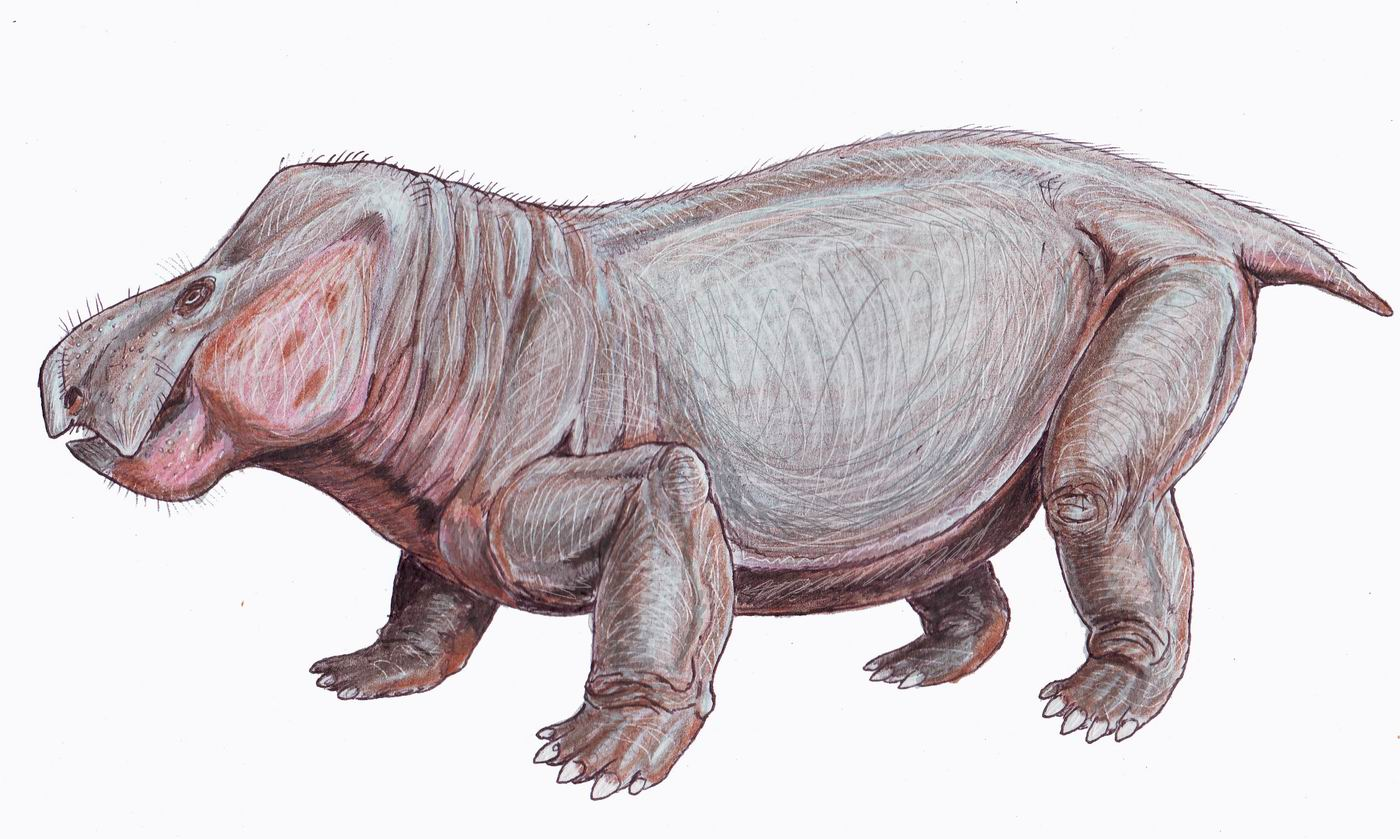
Wadiasaurus

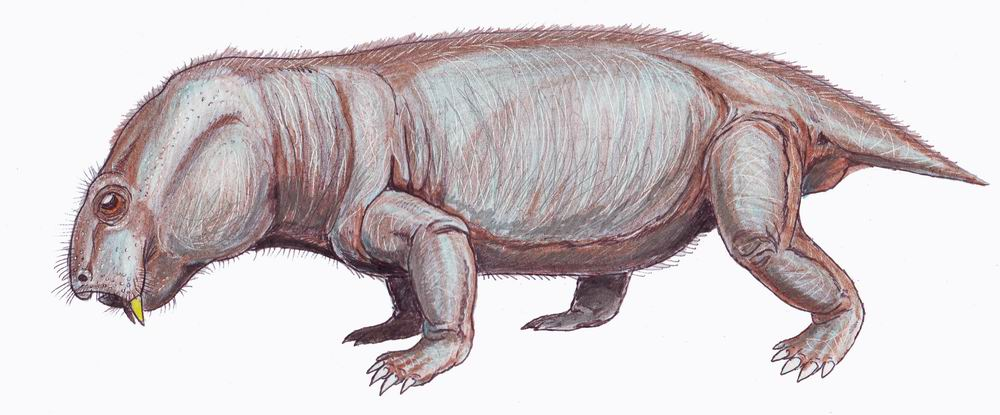
Kingoria, un petit dicinodont del Permià superior d'Àfrica

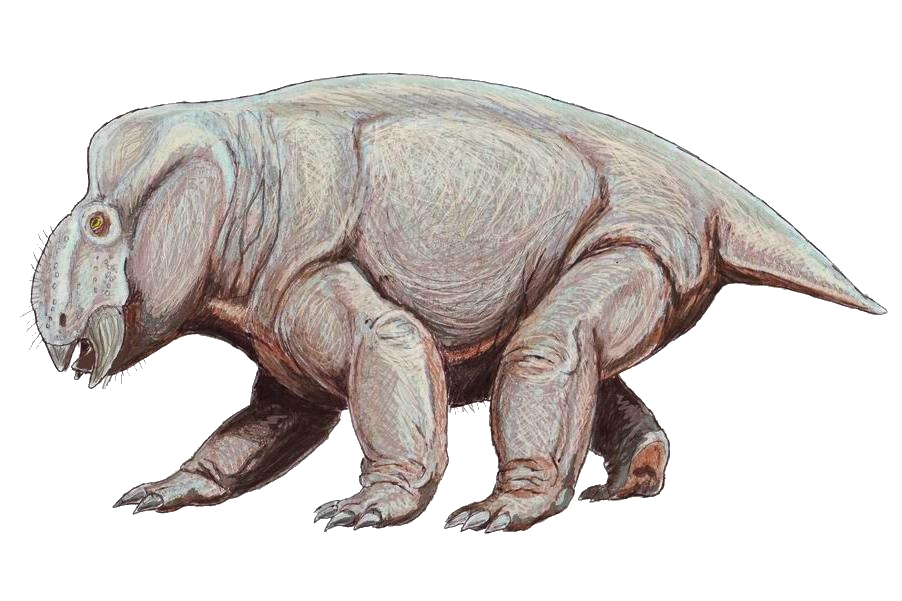
Placerias

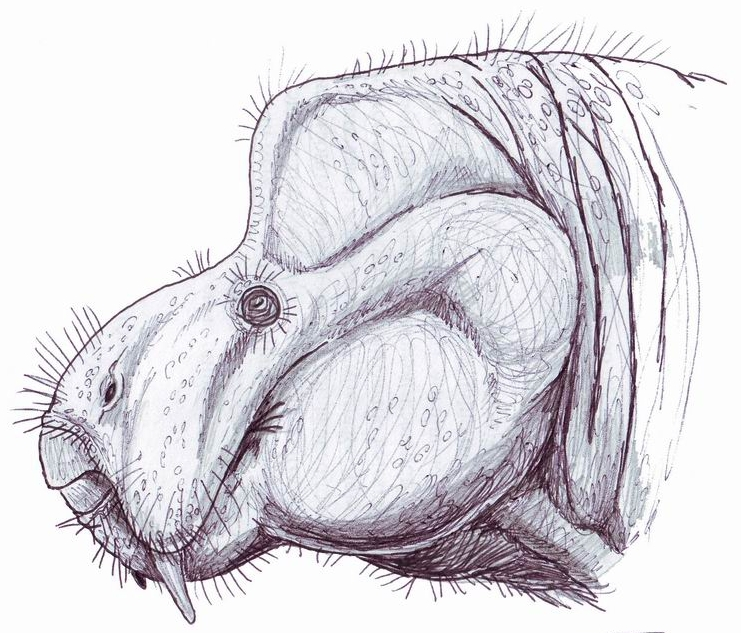
Moghreberia

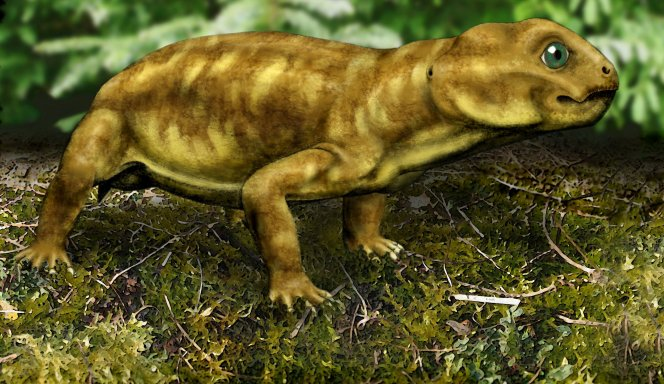
Myosaurus

- Subordre Anomodontia
- Infraordre Dicynodontia
  - Brachyprosopus
  - Superfamília Eodicynodontoidea
    - Família Eodicynodontidae
      - Eodicynodon
- Diictodontia
  -     - Família Pylaecephalidae
      - Diictodon
      - Eosimops
      - Prosictodon
      - Pylaecephalus
      - Robertia

    - Clade Bidentalia
      - Clade Cryptodontia
      - Superfamília Dicynodontoidea

    - Superfamília Emydopoidea
      - Família Emydopidae
        - Emydops
        - Myosauroides
        - Palemydops

      - Família Cistecephalidae
        - Cistecephaloides
        - Cistecephalus
        - Kawingasaurus

  - Superfamília Kingorioidea
    - Família Kingoriidae
      - Dicynodontoides
      - Kombuisia
      - Niassodon
      - Thliptosaurus

  - Colobodectes
- Pristerodontia
  - Família Pristerodontidae
  - Família Oudenodontidae
  - Família Aulacocephalodontidae
  - Família Lystrosauridae
  - Família Dicynodontidae
  - Superfamília Kannemeyeriiformes
    - Família Shanisiodontidae
    - Família Stahleckeriidae
    - Família Kannemeyeriidae